# Gonçalo Uva

a Compétitions nationales et continentales officielles uniquement.

b Matchs officiels uniquement.
Gonçalo Uva, né le 3 octobre 1984, est un ancien joueur international portugais de rugby à XV. Il jouait au poste de deuxième ligne.

## Carrière

### En équipe nationale
Il a honoré sa première cape internationale le 10 juin 2004 à l'occasion d'un match contre l'équipe des Barbarians britanniques à Lisbonne (Portugal).

## Palmarès
- Vice-champion de France en 2011 avec le Montpellier Hérault rugby

## Statistiques en équipe nationale
- 101 sélections (95 fois titulaire, 6 fois remplaçant)
- 45 points (9 essais)
- 7 fois capitaine entre le 18 août 2007 et le 8 février 2014
- Sélections par année : 2 en 2004, 7 en 2005, 13 en 2006, 13 en 2007, 3 en 2008, 8 en 2009, 8 en 2010, 5 en 2011, 10 en 2012, 8 en 2013, 5 en 2014, 1 en 2015, 7 en 2016, 6 en 2017, 5 en 2018
- Sélectionné avec l'équipe XV Europe pour affronter les Barbarians français à Bruxelles le 14 novembre 2009 pour le match du 75e anniversaire de la FIRA-AER[1].

En Coupe du monde :
- 2007 : 4 sélections (Écosse, Nouvelle-Zélande, Italie, Roumanie)